# Communauté de communes de la Grande Vallée de la Marne
Die Communauté de communes de la Grande Vallée de la Marne (CCGVM) ist ein französischer Gemeindeverband mit der Rechtsform einer Communauté de communes im Département Marne in der Region Grand Est. Sie wurde am 16. Dezember 1992 gegründet und umfasst 14 Gemeinden. Der Verwaltungssitz befindet sich in der Commune nouvelle Aÿ-Champagne.

## Mitgliedsgemeinden
| Gemeinde                                               | Einwohner 1. Januar 2022 | Fläche km² | Dichte Einw./km² | Code INSEE | Postleitzahl |
| ------------------------------------------------------ | ------------------------ | ---------- | ---------------- | ---------- | ------------ |
| Ambonnay                                               | 962                      | 11,80      | 82               | 51007      | 51150        |
| Avenay-Val-d’Or                                        | 961                      | 12,49      | 77               | 51028      | 51160        |
| Aÿ-Champagne                                           | 5.148                    | 31,94      | 161              | 51030      | 51160        |
| Bouzy                                                  | 833                      | 6,26       | 133              | 51079      | 51150        |
| Champillon                                             | 511                      | 1,46       | 350              | 51119      | 51160        |
| Dizy                                                   | 1.485                    | 3,23       | 460              | 51210      | 51530        |
| Fontaine-sur-Ay                                        | 315                      | 7,72       | 41               | 51256      | 51160        |
| Germaine                                               | 529                      | 14,87      | 36               | 51266      | 51160        |
| Hautvillers                                            | 628                      | 11,77      | 53               | 51287      | 51160        |
| Mutigny                                                | 206                      | 3,75       | 55               | 51392      | 51160        |
| Nanteuil-la-Forêt                                      | 300                      | 14,55      | 21               | 51393      | 51480        |
| Saint-Imoges                                           | 331                      | 17,13      | 19               | 51488      | 51160        |
| Val de Livre                                           | 591                      | 22,34      | 26               | 51564      | 51150        |
| Tours-sur-Marne                                        | 1.371                    | 23,51      | 58               | 51576      | 51150        |
| Communauté de communes de la Grande Vallée de la Marne | 14.171                   | 182,82     | 78               | –          | –            |